# Marvel's Spider-Man
『Marvel's Spider-Man』（マーベルズ スパイダーマン）は、インソムニアックゲームズとマーベル・ゲームズ、ウォルト・ディズニー・カンパニーが開発し、ソニー・インタラクティブエンタテインメントより2018年9月7日に発売されたPlayStation 4用ゲームソフト。
2020年発売の続編『Marvel's Spider-Man:Miles Morales』のアルティメット・エディションでは、本作のPlayStation 5リマスター版がセットになっている（通常版購入者はDLCとして追加購入できるが、リマスター版の単品発売は無し）。

## 概要
本作は、アメコミ（マーベル・コミック）原作のヒーロー「スパイダーマン」（ピーター・パーカー）を主人公として操り、既存シリーズから大きく異なるエピソードを辿ったゲームオリジナルの世界観を基に数々の事件に挑む、というゲームである。
町中をウェブ・シューターを使ってマンハッタン（ニューヨーク）を自由に飛び回って移動しつつ、メインストーリーを進めたり任意プレイのサイドストーリーやミニゲームに挑むことができる。イベントの中では戦闘が発生することが多く、ここでもウェブ・シューターやガジェットなどを使用し、群がる数多くの敵を撃破していく。
なお、時代設定は2018年でスマホが登場したり仮想通貨が流行っていたり、と世界観は現実世界～近未来相当となっている。ゲーム版の世界もマーベルコミックのマルチバース（多元世界）設定に組み込まれており、並行世界のスパイダーマンが多数登場するクロスオーバー作品『スパイダーゲドン』（2018年-2019年）に本作のスパイダーマンが主要人物として登場した際には、ゲーム版の世界はEARTH-1048と呼称されている（通常のマーベルコミックの世界はEARTH-616）。
本作のシナリオをメインで担当した脚本家クリストス・ゲージは、『スパイダーゲドン』でもライターを担当しており、漫画でもゲームでの出来事を踏まえた描写がされている。

## 売上
今作は米国内、世界では過去15年で最も売り上げたスーパーヒーローゲームとなり、以前はマルチプラットフォーム込みで最多の売上だった『バットマン アーカム・シティ』の売上を超えた事を発表した。

## ストーリー

### 本編
主人公であるピーター・パーカー（スパイダーマン）は、叔父であるベン・パーカーの死や恋人MJとの破局を乗り越え、ヒーローとして8年に渡り活動を続けていた。
そんなある日、裏社会のボスであるウィルソン・フィスク（キングピン）を捕らえるチャンスが到来する。激闘の末、ついにフィスクを逮捕することに成功するが、逆にニューヨーク全体を未曾有の大混乱に陥れる事件の幕開けになることは知る由もなかった。

### DLC「摩天楼は眠らない」
フィスクとデーモンが消えた穴を埋めるかのように台頭し始めた犯罪組織マギア。組織内ではニューヨークを支配しようとするドン達の権力争いが勃発していた。
そんな中、突如として現れたかつての恋人フェリシア・ハーディ（ブラックキャット）、マフィアの復興を企む新たな敵ハンマーヘッドがスパイダーマンの前に立ちはだかる。スパイダーマンはニューヨークの街を守るために、シルバー・セーブルらと協力する。

## システム

### 全般
移動
空中で×ボタンを押したり、壁などの近くの空中でR2ボタンを押し続けたり、街灯や信号機などの上に◎マークが表示されるオブジェクトを正面付近に捉えてR2＋L2を押したり、といった操作をすることでウェブをくっつけて移動することができる。これらが作中における移動の基本で、それぞれウェブ・ジップ、スイング、ポイント・ジップと呼ばれる。
ウェブ・ジップは正面に糸を伸ばしてビルなどに貼りつけ、自身を手繰り寄せることで空中でも高度をあまり落とさず正面に移動する。また、方向転換にも便利。ただし、一回使うと一度スイングやポイント・ジップをしないと再使用ができない。ただし、スキル（後述）によって、回数を一回増やすことができる。他二つに比べると、移動の仕方が分かりやすい。
スイングは、名前の通り糸にぶら下がることで振り子移動をする。R2を離すか×ボタンを押すとその角度に応じて正面にジャンプする。落下エネルギーを移動速度に転換することができ、R2を振り子の下端辺りで離すことで高速で前方へ移動できる。振り子の最高地点では自動的にジャンプし、勢い次第ではかなりの高度まで移動できる。移動における主要アクションであるが、R2を離すタイミングを把握しないと正確さが求められる状況下では使いづらい。
ポイント・ジップは対象となったオブジェクトめがけてウェブを伸ばし、その場所に一気に移動することができる。さらに、その場所に移動する前に×ボタンを押すことで、そこを足場にしてさらに前方へ勢いよくジャンプする「ポイント・ジャンプ」もできる。特定の場所に一気に移動でき、ウェブ・ジップよりも長距離移動が可能で、高所や公園などスイングに不向きな場所でも使える。ただし、対象オブジェクトは手すりなどバリエーション豊富で急いで移動している時に適切でないオブジェクトに移動してしまう場合があるため、スイングとは別の慣れが必要。
他にも、壁に向かって移動することで、壁に張り付いて移動することができる。この時、R2を押すことで壁面をダッシュすることができる。また、高高度では、L3ボタンで急降下もできる。
スキル「エア・トリック」を獲得すると、スイングからのジャンプ中にコマンドを入力することで空中前回りなどのトリックを決めることができ、微量ながら経験値とフォーカス（後述）が獲得できる。
レベル
敵を倒したりミッションをクリアしたりすると獲得できる経験値を稼ぐと、レベルアップが発生する。
一定レベルに到達することでスーツ作成・スーツ改造・ガジェットのアンロックが可能となったり格闘威力・スイング速度・ライフなどが上昇したりする。また、スキルを獲得するために必要なポイントが獲得できる。
スキル
レベルアップで獲得できるポイントを規定量消費することで、パッシブスキルや新規アクションを追加できる。新規アクションはメニューの技リストページに追加され、操作方法を確認可能。
スキルは「イノベーター」「ディフェンダー」「ウェブスリンガー」の3つの系統に分かれている。
- イノベーター：攻撃能力の強化。投げつけ、フィニッシュ系アクション、ホールド系アクションに新機能を追加する。
- ディフェンダー：回避・回復能力の強化。パーフェクト・ドッジやフォーカスなどのアクションを強化するほか、「グラウンド・ストライク」という攻撃技も習得可能。
- ウェブスリンガー：ウェブ能力の強化。ジップ系アクションの強化や空中戦向けの能力などを獲得できる。

スーツ
本作のスパイダーマンのデフォルトスーツ（アドバンススーツ）は胴体前後の蜘蛛のマークが巨大な白抜きになっているのが原作との大きな違いである。原作準拠のスーツも含め、全38種類が用意されている。
序盤のイベントを終えることでスパイダースーツをカスタマイズできるようになる。
これらのスーツはレベルアップでアンロックされるが、実際のスーツの作成・改造には様々なサブイベントで獲得できるトークンが必要となる。
作成したスーツは、イベント中でなければいつでも着替えることが可能。一見防御力が高そうなものもあるが、性能は同一。また、作成することによってスーツパワーという能力が解放される。
スーツパワーは必殺技に相当する能力で、R3＋L3ボタンで発動する。発動すると選択したスーツパワーに応じて周囲に強力な攻撃を行う、一定時間攻撃力が4倍になる・敵から認識されにくくなるなどの効果を得る。いずれも非常に強力だが、再使用には時間経過が必要なため多用はできず、選択できるのは1つのみ。習得にはスーツの作成が必要だが、着用するスーツとは関係なしに設定可能。
改造では、トークンを消費してアンロックされている改造項目を使用可能にすることで、最大3つまで様々なパッシブ効果を付与できる。(この際に表示される攻撃力や防御力の上下は便宜的な評価)。一度作成すれば自由に装着可能で、コストなしでほぼ常時機能する（ライフ残量など条件付きの場合もある）。
ガジェット
ウェブ・シューターを始めとする、スパイダーマンの活動を補佐する射撃式の機械。
L1を押しながら左スティックで切り替え、R1で使用できる。弾数は有限で、ウェブ・シューター以外の消耗した弾は敵を倒していると追加される（スーツ改造によってはそれ以外でも増える）。
スーツなどと同様、トークンを消費して改造強化ができるが、大半はイベントの過程で作成することで解除されていく。なお、改造は「弾数増加」「効果範囲拡大」など個別・段階的に行う形となっている。
チャレンジ
壁を一定距離を登ったり特定のアクションを一定回数決めることで、少量の経験値が獲得できる。
必要回数が多い一方、経験値はエア・トリックや戦闘で稼いだ方がよほど効率がいいため、基本的におまけ要素である。特にトロフィーなどにも関与しない。
後述のタスクマスターのものとは無関係で、トークンも入手できない。

### 戦闘
概要
各種イベントでは、戦闘に発展する場合があり、敵を全員撃破することで勝利となる。一方、ライフが尽きたりなど敗北条件を満たすと敗北となり、チェックポイントまで巻き戻される。
主なアクションは□・△ボタンで攻撃を行い、○ボタンで回避を行う。ボタンの組み合わせやジャンプ中などの状況によって様々なアクションに派生する。
イベントによっては、□ボタン連打、タイミングを合わせて○などのボタンを押す、左スティックでカーソルを合わせてR1を押す、といったQTEが発生する場合がある。
回避
スパイダーマンは、スパイダー・センスによって危機を直前に察知することができ、敵が攻撃してくる場合には頭部に白いエフェクトが現れる。このタイミングで○ボタンを押すことで、相手の攻撃を回避できる。ただし、攻撃範囲が広いと回避しても食らう場合がある。
また、壁に向けて○ボタンを押すと壁に張り付くこともでき、そこでさらに□ボタンを押すことで三角飛びで攻撃するウォール・アタックが出せる。
スキル「パーフェクト・ドッジ」を習得しているとより際どいタイミングでエフェクトが白から青くなるようになり、そのタイミングで回避することでカウンターで相手に糸を巻き付けて動けなくできる。
フォーカス
様々なアクションを行うことで「フォーカス」というゲージが上昇する。ゲージ上限はレベルアップによって段階的に増加する。フォーカスは必殺技であるフェイタル・ムーブやライフの回復に使用できる。
フェイタルムーブにはゲージが一定量必要とし、一回分使用可能になるたびに画面にゲージMAXの表示が出るようになる。敵の近くによって○＋△ボタンで発動し、図上にマーカーの出た相手を一撃で倒せる。プルート（巨漢の敵）などの強敵は2ゲージ必要とし、ボスクラスには大ダメージを与えるだけなど、いくつか制限がある。
ライフが減少している状態で下ボタンを押すと、フォーカスを消費して回復することができる。回復量の調節は不可能で、ライフがマックスになるようにゲージを消費する。本作ではイベントクリアによる回復を除けば回復手段はこれしかない。
なお、フォーカスとはオズコープ製のバイオエンハンサー(生体活性剤)のこと。作中の説明では、数日徹夜での活動が可能となる。実際、序盤でスパイダーマンは三日間寝ずに活動していた。
敵
様々な事件を起こすスパイダーマンの敵。マフィアやデーモンと呼ばれる敵などがいる。
敵の中にはスタンロッドや盾、銃で武装している場合があり、こういった敵に対して△ボタンホールドで糸を絡み付け、装備を奪うことができる。奪われた敵は一時的に装備を使うことができなくなるが、少しするとすぐに再使用が可能となってしまう。
近接装備で武装した敵・プルートなどの強敵・ボスタイプの敵「ヴィラン」は、ただ攻撃しただけでは防御されてしまう。これに攻撃を通すためには、主に周辺のオブジェクトをR1＋L1で掴んで叩きつけて怯ませたり、ガジェット（R1ボタン）を使ってウェブ・シューターの糸を絡み付けたり感電させたりでスタンさせる必要がある。
主に敵のライフを削り切れれば倒せるが、屋上などの戦闘では雑魚は叩き落とすことで強制的に倒すことができる。ちなみに叩き落とされた敵はウェブの糸によって壁に貼り付けられるため、転落死することはない。

### サブイベント
概要
メインストーリーの他に、各所で発生するイベントポイントで様々なサブイベントが発生する。クリアすることで、スーツやガジェットに使えるトークンなどが獲得できる。
イベントはストーリー進行によってアンロックされ、任意に挑むことができる。
サイドミッション
何らかの事件が発生しており、その解決に乗り出す。マップ上で青い菱形のマークで表示される。
特定の流れでミッションが進行し、その過程で様々なイベントが発生する。そのため、他のイベントに比べると比較的長く、獲得経験値も多い。なお、トークンの獲得はない。
スペクトルグラフ・回路タスク
主にラボの研究イベントで発生する。それ以外のイベントでも発生する場合がある。どちらも、いくつかのパーツが提示されるが、すべて使うとは限らない。
スペクトルグラフは、画面中央から右上にかけて表示されているパターンと同一になるように、画面左にセットされているパターンを組み合わせるというミニゲーム。主に、スペクトルグラフの解析によって対象の物質が何であるかの解析を行う。
回路タスクは、パーツを組み合わせてスタート地点からゴール地点までルートを結ぶというミニゲーム。主に、異常動作を起こしている精密機器を正常動作に戻すために行われる。
監視タワー
ニューヨークの町中のビルに設置された、警察による犯罪を監視するための施設。
初期は何者かによってすべてが動作不良を起こしており、チューニングすることでマップの不明部分が特定範囲だけ解明される。解明範囲内のイベントシンボルも表示されるようになる。
チューニングでは、左スティックで横（周波数）、右スティックで縦（振幅）を調整し、表示されているサンプル波形と同じようにする。合致すると2つの波形が1つになり、その状態を数秒キープすることで完了となる。
バックパック
かつてピーターが使っていたバックパック。町中の各所に張り付けられている。クリアするとバックパックトークンを獲得できる。
すぐ近くまで移動して△ボタンを押すことで回収することができ、かつてこのゲームの世界線で起きた出来事を回想するメッセージが表示される。
犯罪撲滅
町中を移動していると、ランダムで誘拐や強盗などの犯罪イベントが発生する。マップ上で赤いハザードマークで表示される。無視して遠ざかるとキャンセルとなる。クリアすると犯罪トークンを獲得できる。
主に犯人グループを倒すことでクリアとなるが、開始時にいくつかのサブ条件が提示され、それを満たしているとより多くの犯罪トークンが獲得できる。サブ条件のクリア状況は各犯罪イベントで共通。R3ボタンで条件を再確認可能。また、カーチェイスの他にも、奇襲等の特殊な条件の戦闘をすると、戦闘中にQTEが自動発生する。
内容によっては、ウェブアクションによる車の追跡及び犯人の捕獲やセンサーを使っての誘拐被害者の探索などのイベントが発生する。
ストーリー中に各エリア内で発生する犯罪の回数は決まっており、上限まで到達するとその範囲ではギャング以外の犯罪は起こらなくなる。
ランドマーク
町の各所に存在するランドマークを撮影する。クリアするとランドマークトークンを獲得できる。
上ボタンを押すとカメラモードに移行するので、L2ボタンで構えてR1ボタンで撮影を行う。カメラモードでもウェブアクションに支障はないが、戦闘に入ると解除される。
撮影範囲にランドマークが映っていれば中央の縁が緑に変化するので、その状態で撮影を行えばクリアとなる。映ってさえいれば映り具合はあまり考慮されない。
亜種として「秘密の場所」という地点を撮影するものもある。こちらはランドマークとともに撮影可能になるが、レベル50でアンロックされるスーツ改造の効果を使わないとマップに表示されない。また、その効果を使ってもミニマップにしか表示されないため、地道に町中を飛び回る必要がある。すべて撮影すると隠しスーツが解禁される。
リサーチステーション
ハリーの母親が設置した、様々な観測・研究を行う小型施設。クリアするとリサーチトークンを獲得できるほか、ファストトラベルのポイントとしても利用できるようになる。
場所によって内容がかなり異なる。戦闘が発生することはなく、ウェブアクションによって達成する。ただし、一部はライフにダメージを受ける場合や時間制限付きの場合もある。
ちなみに、リサーチステーションは管理していたハリーがニューヨークから離れており、利益重視のオズコープに取り潰されないようにその優位性を証明するために行う、という体裁がある。
拠点制圧
フィスクの残党など、敵勢力の拠点を潰す。クリアすると拠点トークンを獲得できる。
いくつかの敵の軍勢「ウェーブ」によって成り立っており、これをすべて壊滅させることでクリアとなる。犯罪イベント同様、特定の条件を満たすことでより多くのトークンが獲得できる。
クリア後も再度挑むことが可能であり、条件未達で終わった場合も取り返しはつく。
ブラックキャットの張り込み
ブラックキャットが盗みのために行っていた張り込み場所から、どこに盗みに入ったのかを見つけ出す。すべてクリアすると隠しスーツが解禁される。
タスクマスターのチャレンジ
タスクマスターから提示されるチャレンジに挑む。クリアするとチャレンジトークンが獲得できる。
チャレンジは、爆弾・ドローン・バトル・ステルスの4つが存在しており、それぞれ制限時間や加点要素が設定されている。時間設定は結構タイト。
加点要素の獲得及びクリアタイムによって評価が決定される。アメイジング（クリアすればよし）、スペクタキュラー（加点要素または高速クリアをある程度達成する）、アルティメット（加点要素コンプリートかつ高速クリア）といったランクが設定されており、達成することで獲得できるトークンが増える。
- 爆弾：各所に設置された爆弾を発見し、L1＋R1で宙に放り投げる。さらに、R1連打で破壊することで加点される。全爆弾の距離と方向は画面に表示されており、ポイント・ジップで直近に移動できる。
- ドローン：空中を飛行するドローンを追跡し、最終地点でドローンを破壊する。途中設置される監視カメラを回収することで加点される。
- バトル：群がる敵を全滅させる。コンボ数と最終ライフが加点要素で、途中で何度攻撃を食らったかは直接減点要素とはならない。
- ステルス：敵に一切見つからずに全滅させる。

スクリューボールのチャレンジ
DLCストーリー中に行われる。3つ全てに存在するため、総数でいうとタスクマスターの物よりも多い。
イベント中、特定の場所で敵を倒したりなどすると発生し、タイミングよくボタンを押して撮影を行うことでポイントが獲得できる「フォトボム」が発生し、ボーナス点が獲得できるのが特徴。この得点も獲得しないと高評価は不可能であるため、難易度が高くなっている。
- EMP：爆弾チャレンジと同様に、各所に設置されているEMP装置を破壊する。順番が決まっており、間違えるとペナルティ。特定の場所でポイントジップをするとフォトボムが発生する。
- 爆弾：タスクマスターのものと同様。ただし、箱で隠されているため、グラウンドストライクで破壊する必要がある。フォトボムは爆弾破壊時に確実に発生する。
- バトル：タスクマスターのものと同様だが、登場する敵はより強い敵が配置される。フォトボムは定期的にいくつかの候補の中から一定時間出現し、範囲内で敵を倒すことで発生する。一度に3回まで。
- ガジェット：特定のガジェット2つしか使えないバトル。フォトボム以外に、2つのガジェットでコンボを決めることでポイントが獲得できる。
- ステルス：タスクマスターのものに加えて、青い光のサーチライトとドローンが追加され、照らされると失敗となる。フォトボムはバトルと概ね同じだが、1回のみ。

## 登場キャラクター

### スパイダーマンサイド
ピーター・ベンジャミン・パーカー / スパイダーマン
声：興津和幸 / 英：ユーリ・ローエンタール
年齢 23歳 身長 177.5cm 体重 75.7kg
本作の主人公。大学を卒業し、オットー・オクタビアス博士のもとで助手として働いている新社会人。ゲーム開始時点で8年もの間、スパイダーマンとしての活動を続けている。
8年前、見学に訪れた研究所で特殊なクモに噛まれた結果、壁・天井に張り付く能力や人間を超越した身体能力、危険を察知する第六感「スパイダーセンス」といった能力を発現した。また、クモの糸のような特殊繊維とそれを発射する装置「ウェブ・シューター」はピーター自身が開発したものである。
幼いころに両親を亡くして叔父母に育てられていたが、自分の過った行動により叔父であるベン・パーカーを亡くしており、彼が遺した『大いなる力には、大いなる責任が伴う』という言葉を胸に自分の能力を人のために使うことを決意した。
本作ではスーツの改造やガジェットにより、相手に対して放電する能力や光学迷彩、ホログラムデコイ等が使用可能となっている。
続編『Marvel's Spider-Man:Miles Morales』でフェイスモデルとなる俳優がジョン・バブニアクからベン・ジョーダンに交代となったのに伴い、PS5リマスター版でも同様に容姿が変更されている。
メリー・ジェーン・ワトソン（通称MJ）
声：森なな子 / 英：ローラ・ベイリー
年齢 23歳 身長 172.7cm 体重 54.4kg
ピーターの元カノで、物語開始時から既に彼がスパイダーマンの正体であることを知っている人物。大手新聞社「デイリー・ビューグル」の記者として働いている。なお、別れてから現在までの半年間、ピーターとは一切連絡を取らなかった。
とある心情から無鉄砲な行動に出ることがあり、別れたきっかけもそれに関連している。
父子家庭に育ち、父親のフィリップ・ワトソンはフィスクの部下として港で働いていたが、解雇されたのちに謎の死を遂げている。
物語前半でフィスクへの取材のためにオークションハウスとして利用されていた美術館に訪れていたが、そこでユリの要請で同じく美術館に侵入したピーターと偶然再会。以後有事の際はスパイダーマンとして活動するピーターをサポートする側に回る。最終的にはピーターとよりを戻した。DLCにて、紛争地域と化したセーブルの故郷であるシムカリアへ取材に向かった。
ミッションによってはピーターに代わりプレイヤーキャラクターとして操作するが、彼とは異なりスーパーパワーを持たない一般人のため、基本敵に見つからないよう陽動やスタンガンなどを扱うといったステルス行動を行うことになる。
マイルズ・モラレス
声：勝杏里 / 英：ナジ・ジェター
年齢 15歳 身長 172.7cm 体重 59kg
スパイダーマンに憧れる勇敢な青年だったが、スパイダーマンに捜査協力した父を称える式典で父を殺されてしまう。父の死に悲嘆して落ち込んでいたところを、ピーターに「F.E.A.S.T.」でのボランティアに誘われて働くことになる。かなりのガジェット好きで、5歳の時点でテレビを分解した経験を持つ。ハッキングアプリの入ったタブレットを常に所持しており、ドローンやモニター等をハッキングすることが可能。
本作の終盤において、MJが侵入した研究室から逃げ出した実験クモがマイルズを刺してしまい、その後エンディングにかけてマイルズが新スパイダーマンになった経緯が短いながらも演出がなされている。エンディングでは能力を開花させて、天井にぶら下がっている所をピーターに見せてみせた。
その後、ピーターの元でスパイダーマンとしての指導を受けているが、ヒーローとしてのスパイダーマンへの憧れが強すぎるせいで基礎や学業をおろそかにしがち。
ミッションによってはピーターに代わりプレイヤーキャラクターとして操作するが、基本的な行動はMJと同じ。本格的にスパイダーマンとしてプレイヤーキャラクターとなるのは続編からとなる。
もともと漫画原作の新シリーズ「Ultimate Comics: Spider-Man」の主人公であり、新スパイダーマンとなる。2018年の長編アニメ映画『スパイダーマン:スパイダーバース』の主人公でもある。それらの作品とは設定が大幅に異なるが、本作にも登場している。
ユリコ・“ユリ”・ワタナベ
声：恒松あゆみ / 英：タラ・プラット
年齢 38歳 身長 175.2cm 体重 62.2kg
ニューヨーク市警の女性警部。警察の中では珍しくスパイダーマンに協力的で、彼から相棒と呼ばれる程の強い信頼関係を築いている。
皮肉屋で気難しい性格をしているが、その反面優秀な実績を残しており、大勢の警察官たちからお手本にされている。
代々警官の家に生まれたが、父親は収賄罪で懲戒免職となり、刑務所に入れられていた。そのことから、父親の過ちを償おうと奮闘している。
その正義感は半ば強迫観念と化しており、ギャングが活発になったDLCのストーリー上ではままならない状況に精神状態が悪化。とうとうギャングの暗殺者を自らの手で処刑するという凶行に出て、スパイダーマンとは袂を分かつ。
ジェファーソン・デイビス（通称ジェフ）
声：鈴木琢磨 / 英：ラッセル・リチャードソン
年齢 44歳 身長 177.8cm 体重 65.7kg
マイルズの父。犯罪組織に関する幅広い知識を持つ高潔なベテラン警官。物語中盤、リー率いる仮面の集団「デーモン」に襲撃されて殺害される。
リオ・モラレス
声：滝沢ロコ / 英：ジャクリーン・ピノール
年齢 41歳 身長 170cm 体重 54.4kg
マイルズの母。普段は教師として働いている。
メイ・パーカー（通称メイおばさん）
声：滝沢久美子 / 英：ナンシー・リナリ
年齢 72歳 身長 165cm 体重 50kg
ピーターの育て親でもある叔母。5年前、人助けをするマーティン・リーに感銘を受け、彼が経営するシェルター「F.E.A.S.T.」にてボランティアを始めた。
最終的に、デビルズブレスに感染したことで瀕死の重体となり、ピーターは彼女に治療薬のサンプルを使わずに町の人々を救うために量産する苦渋の決断をする
タイミングは不明だが、実はスパイダーマンがピーターであることには気づいていた。

### ヴィラン
オットー・オクタビアス / ドクター・オクトパス
声：中博史 / 英：ウィリアム・サライヤーズ
年齢 63歳 身長 175.2cm 体重 111kg
ピーターの大学時代の恩師であり、彼が働くラボの所長でもある科学者。ピーターの6歳のころからの憧れの人で、彼と共に人類を救いたいと願っている。優秀な技術者であるが、電子工学については不慣れなのか彼の手掛けた回路は何かしら問題が出ていることが多い。ピーターのことは、既存の観点にとらわれないゲリラ的解釈などを認めている。
序盤にて、ピーターがスパイダースーツを修理しているところに遭遇し、彼をスーツ職人だと誤解する。しかし、スパイダーマンが直前まで活躍していた時は毎回遅刻していたこともあってか、途中でスパイダーマン本人だと気づいていた様子。
ノーマンとは共に「オズコープ」を立ち上げたという経緯があるが、研究成果を彼に横取りされた上に補助金を打ち切られてしまい、新しい着想から神経インタ―フェイスとそれを用いて操る義手を開発。最終的には4つの爪を持った4本のサブアームを開発して自ら装着した。そして、心の奥底にあったノーマンへの憎悪やピーターに対する猜疑心、神経変性疾患への不安など負の感情が神経インタ―フェイスで増幅され、ドクター・オクトパスとなって暴走を始める。その戦闘力は、歴戦のヒーローであるスパイダーマンが勝てないと半ば諦めるほど。
また、それにあたって計画的に「ラフト」を襲撃してヴィランや囚人たちを開放し、「シニスター・シックス」を結成。さらにヴィランには事前に作成していた新型スーツも渡している。
作中でほとんどドクター・オクトパスと呼称されることはなく、あくまでオットーと呼ばれる。
ウィルソン・フィスク / キングピン
声：玄田哲章 / 英：トラヴィス・ウィリン
年齢 48歳 身長 200cm 体重 204kg
表向きは「フィスク・インダストリーズ」を経営する著名な慈善事業家だが、裏ではニューヨークの裏社会を牛耳っている犯罪組織のボス。
特殊能力はないが、人並み外れた格闘能力や体力に加え、頭脳明晰な戦略家としての顔を併せ持つ巨漢。彼が捕らえられたことでニューヨーク中の秩序が崩れ出す。
ニューヨークの最高警備刑務所である「ラフト」に収監されていながらも、多数の部下を陰で操っている。また、市長のノーマンとも裏で繋がっている。
ラフトが襲撃された際、脱走はしていない様子。
マーティン・リー / ミスター・ネガティブ
声：宮本充 / 英：ステファン・オイヤング
年齢 40歳 身長 180.3cm 体重 81.5kg
ニューヨークの街中で慈善活動を行い、世間からミスター・ポジティブと呼ばれ尊敬を集める億万長者。7歳の頃に両親を亡くしており、辛い幼少期を過ごした。
ある理由でノーマンを憎悪しており、仮面の集団「デーモン」を率いて殺す機会をうかがっている。実はオットーとはかなり昔からの知り合い。
超破壊的な負のエネルギーを生み出してコントロールする能力を持つ。それに加えて、触れるだけで他人の負の感情を増幅して闇堕ちさせ、部下（デーモン）として洗脳することも可能。また、デーモン自身にも負のエネルギーを操る力を与えることもでき、意思に沿って攻撃力や攻撃範囲を強化することもできる。他のヴィランと比べると戦闘は不慣れなのか、能力の連続使用は心身を消耗させる。一方、部下のエネルギーを吸収して自分を強化することもできる。
ノーマンに騙され初期のデビルズブレスの被験体になり、ネガティブエネルギーに目覚めてその手で両親を殺してしまった。以後、ノーマンへの憎悪で顔を見せる凶悪な人格を抑え込みつつ良心の証であるF.E.A.S.T.を運営するも、やがて負の感情を抑えきれなくなってしまった。
本作において、ミスター・ネガティブという名はジェイムソンがつけた通称であり、スパイダーマンなどからはもっぱら本名のリーで呼ばれる。
マックス・ディロン / エレクトロ
声：神奈延年 / 英：ジョシュ・キートン
年齢 39歳 身長 180.3cm 体重 74.8kg
「ラフト」に収監されていたヴィランの1人。毎分約1000ボルトの静電エネルギーを生み出せる人間発電機。
不慮の事故によって電気をコントロールする力を手に入れ、スーパーヴィランとなった。ちなみに、スパイダーマンが初めて戦ったスーパーヴィランでもある。
電気を自在に操る能力を手に入れただけでは飽き足らず、純粋なエネルギー体への進化という大きな野望を抱いている。
エイドリアン・トゥームス / バルチャー
声：大塚芳忠 / 英：ドワイト・シュルツ
年齢 76歳 身長 180.3cm 体重 79.3kg
「ラフト」に収監されていたヴィランの1人。時速153kmまで加速できる飛行スーツを着用し、翼の先端からエネルギー弾を発射して戦う。
自ら開発した翼の動力源が原因で脊髄ガンを患っており、治療薬の入手を望んでいる。ちなみに、スパイダーマンとの対戦回数は歴代トップ。
アレクセイ・シツェビッチ / ライノ
声：山野井仁 / 英：フレッド・タタショア
年齢 41歳 身長 195.5cm 体重 322kg
「ラフト」に収監されていたヴィランの1人。サイを模した防護スーツを身にまとった大男で、超人的な強さと鋼のように強靭な体を持つ。
元々はギャングの用心棒をしていたが、ある実験に被験者として参加した際にスーツを手に入れ、スーパーヴィランの仲間入りを果たした。
着脱することが不可能なスーツを脱ぎ捨てて、自分の悪評を拭い去りたいと願っている。
マクドナルド・“マック”・ガーガン / スコーピオン
声：中尾隆聖 / 英：ジェイソン・スピサック
年齢 35歳 身長 190.5cm 体重 99.7kg
「ラフト」に収監されていたヴィランの1人。サソリのような機械化バトルスーツを着用し、鋭い爪や毒針が付いた強力な尻尾を駆使して戦う。
元々は普通のチンピラだったが、スパイダーマンを倒すことのできるヒーローを生み出すという実験に被験者として参加し、スーパーヴィランとなってしまった。
厄介な連中相手に多額の債務を抱えており、借金返済に悩まされている。
ハーマン・シュルツ / ショッカー
声：勝沼紀義 / 英：デイブ・B・ミッチェル
年齢 42歳 身長 175.2cm 体重 79.3kg
ハイテクスーツに身を包む金庫破り。自分でデザイン・製作した強力な振動波を生み出すガントレットを武器としている。
スパイダーマンと初めて対戦した際には、フラットアイアン・ビルを破壊し、スパイダーマンがデイリー・ビューグル紙の見出しを初めて飾る原因を作った。
本作では仮釈放中であるにも係わらず、大量の資金を必要としている「デーモン」に脅される形で雇われており、死に物狂いで銀行強盗などの犯罪行為に手を染める。
ロニー・リンカーン / トゥームストーン
声：乃村健次 / 英：コーリー・ジョーンズ
年齢 39歳 身長 200.6cm 体重 97.5kg
バイカーギャングを率いる麻薬王。肌に傷をつけるのが不可能な程の超人的な強さと強化された耐久力を持つ。
作中では一時的にその不死性を無力化されるが、特にそれに関して激高したりはせず、死の恐怖のスリルが味わえると前向き。
また、突如襲撃してきて自分の計画を潰したスパイダーマンに対し、普通に会話を交わすなどかなり懐が広い。
スクリューボール
声：有賀由樹子 / 英：ステファニー・レメリン
世間からの注目を集めたいという理由だけで、インターネットを用いて罪のない市民を危険に晒す女性ヴィラン。
暴走した自らのファン（犯罪者や囚人）達とスパイダーマンが戦うところ等をネット中継し、再生回数やフォロワー数を稼ごうと考えている。
自分のファンが評価してくれる事だけが生きがいのソーシャルメディア中毒で、他の犯罪者とは異なり犯罪を犯す目的は特に無い。ただし、その為にはどれほどの迷惑をまき散らそうと意に介さず、捕まっても自分は何もしていないと言い張るなど非常に悪質。
タスクマスター
声：間宮康弘 / 英：ブライアン・ブルーム
年齢 不明 身長 189cm 体重 99.7kg
スパイダーマンを研究するために現れた謎の男。驚異的な記憶力を持ち、相手の動きやパワーを模倣することができる。ただし、体力まではそうはいかない様子。
自分が関与しているいないに係わらず様々な事件の解決をスパイダーマンに指示し、その動きを観察することで彼の動きを模倣しようと目論んでいる。
また、ある組織に数十万の報酬と引き換えに雇われており、スパイダーマンを雇うべきか腕前を測るよう依頼されている。
フェリシア・ハーディ / 二代目ブラックキャット
声：高垣彩陽 / 英：エリカ・リンドベック
年齢 不明 身長 177.8cm 体重 68kg
黒いレザースーツにしなやかな身体を包む美術品泥棒。高い身体能力を持ち、悪党や富裕層のみをターゲットに盗難を繰り返している。
ピーターの元カノでもあり、付き合っていた頃は泥棒から足を洗おうと2人で訓練などを行っていたが、多少の改善は見られたものの盗み癖が直ることはなかった。
本来は一匹狼で単独行動を好むのだが、作中ではある理由からハンマーヘッドに協力し、スパイダーマンを敵として時には味方として翻弄する。心当たりがあるのか、ピーターが彼女に子供がいると知った時はひどく動揺していた。
ヨセフ・マルテッロ / ハンマーヘッド
声：立木文彦 / 英：キース・シルバースタイン
年齢 不明 身長 195.6cm 体重 131.5kg
5つのファミリーで構成された犯罪組織「マギア」に属するドンの一人。カーボンスチール製のプレートを頭に埋めていて、頭突きで相手の頭をかち割ることが得意。
残忍冷酷な性格をしており、邪魔をする者は部下であっても容赦はしない。また、偽札の製造など様々な事業の経営を行っており、マーケティングにも精通している。
フェリシアやセーブルの兵器を利用して、マギアに属する他の4つのファミリーを支配し、組織のトップとなってマフィアの黄金時代を再築しようと企む。かつての実力者が時間の経過によって忘れられていったことからか、不老不死にも興味があるようである。
オズコープとセーブルが共同開発していた最新パワードスーツ「プロジェクト・オリンポス」を着込みその力で野望を果たそうとするも、スパイダーマンに敗れた上に暴走を始めたユリに頭部を撃たれて一時死亡する。しかし、警察に扮した部下によって蘇生され、研究者を脅して首から下を完全なサイボーグにすることで、力と不死の双方を叶えようとする。

### その他
ノーマン・オズボーン
声：堀内賢雄 / 英：マーク・ロルストン
年齢 58歳 身長 180.3cm 体重 83.9kg
ハリーの父。世界最大のテクノロジー会社「オズコープ」のCEOであり、現在はニューヨーク市長としても活動している。
傲慢で上から目線で基本的に不誠実。その一方で家族のことは自分なりの愛情で大切に想っている。妻のエミリー・オズボーンは環境弁護士として働いていたが、ハリーが幼いころに遺伝性の難病を発症して命を落としている。
終盤で問題となる「デビルズブレス」は、彼が遺伝子治療を目的として作ったAI制御のCRISPRで、完成すればあらゆる遺伝病を治すことができるとされる。しかし、現在は未完成で、正常な細胞を傷つけて癌化などを引き起こしてしまう。
また、この研究課程で作られた薬品は被験者家族を騙して人体実験を行った結果、被験者の少年に強力な異能を発現させてその暴走で両親を殺させてしまっている。その被害者少年こそが若き日のリーであり、勝手に人体実験を行ったことに憤慨した旧知の仲であるオットーは彼と袂を分かつことになり、現在ではオットーとの関係は険悪となった。なお、デビルズブレスというのはこの悪魔のごとき毒性からの蔑称であり、ノーマンは反対している。
それらの行動から結果的にオットーやリーを悪の道に陥れたある種のヴィランだが、本作ではスパイダーマンと直接的に対決する描写はない。
シルバー・サブリノワ / シルバー・セーブル
声：本田貴子 / 英：ニコール・エリス
年齢 36歳 身長 165cm 体重 56.7kg
自警武装集団「セーブルインターナショナル」のリーダー。東欧にあるシムカリアという国の王女でもある。
本作ではノーマンに雇われてニューヨーク市内の警備を担当するが、彼の意向もありスパイダーマンとは敵対状態にある。
最終的にはノーマンについていけずニューヨークを去った。しかし、ハンマーヘッドの事件の際は、盗まれた兵器を取り戻すために再びニューヨークに現れる。
モーガン・マイケルズ博士
声：宇垣秀成 / 英：フィル・モリス
年齢 52歳 身長 177.8cm 体重 77kg
「オズコープ」が立ち上げた重要プロジェクトの主任研究員。街を惨劇から救おうとするスパイダーマンには協力的。
非常に優秀な生物化学者で、遺伝性疾患の研究を専門にしており、不治の病の治療法を模索している。
J・ジョナ・ジェイムソン
声：菅生隆之 / 英：ダリン・デ・ポール
長期にわたり「デイリー・ビューグル」の発行人を務めてきたパワフルかつ血気盛んな新聞発行人。ピーターがビューグルに勤めていた時は給料を弾んでくれていたらしい。
本作では新聞社から去り、ポッドキャスト「JJJのファクトニュース」を通して情熱的なニュースをニューヨーク市民に届け続けている。「スパイダーマン：脅威か悪党か」を執筆、番組内で宣伝などをしている。
尊大で自分に都合の悪い発言をしようとしたリスナーの言葉を遮るなど発言上は中立性に欠けるが、スパイダーマンを誉めるメッセージをしっかり読み上げはしたりサクラを使ったりはしていない。ただし、捏造に関しては全くないとは言い切れず、マスクのヴィラン達はスパイダーマンが表れてから出現しだしたことから彼らが仲間（曰くマブダチ）だと疑ったり、すべての事件の黒幕がスパイダーマンであると断じたり、かなり独善的。
ニューヨークへの愛と称してスパイダーマンへの不平不満をテンション高く繰り返しているせいか、作中では血圧の高さを医師から指摘されている。
ウォルター・ハーディ / 初代ブラックキャット
声：？ / 英：ダニエル・リオーダン
20年前に獄死したと言われているフェリシア・ハーディの父親。生前は娘を愛しており、娘にブラックキャットを継がれることを望んでいなかった。
娘のフェリシアはウォルターのスタイルや技術をモデルにしており、グラップルフックに関しては彼の技術を大幅に改良して使用している。
ハリー・オズボーン
声：石川界人 / 英：スコット・ポーター
ピーターとMJの親友。現在はニューヨークにおらず、電話やメールも通じない状況になっている。その理由については、ゲーム終盤に病であったことが明かされ、ヨーロッパの治療施設に入院しているものと思われていた。しかしエンディングでは、自宅の秘密研究所の治療カプセル内に収容され、彼の命を救いたい父親によって、スパイダーマン同様にクモの遺伝子を移植されていたことが判明する。

## スパイダーマンのガジェット
ウェブ・シューター
初期装備の速射ウェブ・シューター。壁付近の敵を撃つと壁に引っ付けられる。
インパクト・ウェブ
敵の自由を瞬時に奪う強力なウェブ・ブラスト。作中ではオットーのアイデアを基に作成した。
スパイダー・ドローン
近くの敵を探し出してエネルギー・ブラスターを放つドローン。レベル8になると作成可能。
エレクトリック・ウェブ
標的にショックを与えて、近くの敵にアーク放電する帯電ウェブ。作中ではスタンガンのコンデンサーを基に作成した。
ウェブ・ボム
近接トリガーの爆発物で、範囲内の全ての敵に瞬時にウェブを巻き付ける。作中では未完成の試作ガジェットを基に作成した。
トリップ・マイン
レーザーで起動したウェブ・トラップで、敵を瞬時に無力化する。作中ではデーモンの倉庫にあった機材を基に作成した。
ショック・ブラスター
敵を吹き飛ばす音波のパルスを放出する。レベル10になると作成可能。
サスペンション・マトリックス
敵を打ち上げて短時間空中にとどめる。レベル25になると作成可能。
スパイダー・ボット
遠隔操作が可能な小型ロボット。ウェブを出したり、EMPを起動したりする事が可能。欠点も多く改良の余地がある。

## トリビア
- ピーターとMJが食事をした店「ミック」の料理人（声：千葉繁）としてスタン・リー本人が出演している。
- あるファンがインソムニアックゲームズ協力の下、ゲーム内の看板にイースターエッグを仕込み、彼女にプロポーズすることを計画していた。しかし、本作の発売直前に破局してしまったため、看板の内容は今後のアップデートで変更される見通しである[6]。
- 海外では、ゲームの前日譚となる小説「Spider-Man: Hostile Takeover」が2018年8月21日に発売されている[7]。
- 本作を基にした新作コミック「Marvel's Spider-Man: City at War」が、2019年3月より米国にて刊行されることが決定している[8]。

## 評価
ゲーム雑誌「ファミ通」でのクロスレビューは、40点満点中36点でプラチナ殿堂入りを果たした。
ゲームアワード2018では、受賞自体は逃したものの8つの部門にノミネートされた。
PlayStation Awards 2018では、ゴールドプライズ（Gold Prize）及びユーザーズチョイス賞を受賞している。